# Collaudatore
Il collaudatore è un tecnico addetto al controllo e verifica dei requisiti tecnologici ed economici di apparecchi, macchine, strumenti, impianti o costruzioni in relazione a un piano di lavoro o a normative esterne. Con  l'aumentare delle normative di sicurezza in vari campi, il collaudatore assume spesso un ruolo di importanza pubblica.

## Automobilismo
Nell'automobilismo il ruolo del collaudatore è andato via via crescendo di importanza con l'aumentare della complessità delle vetture.
In particolare nella Formula 1 moderna le squadre maggiori investono moltissimo in test privati per ottimizzare le prestazioni tanto da avere gruppi di meccanici ed ingegneri esclusivamente dedicati ad essi, motivo per il quale un collaudatore percorre complessivamente durante l'anno molti più chilometri di un pilota ufficiale, ed il ruolo è visto come il miglior ingresso nella categoria per un giovane pilota.
A partire dalla stagione 2004 le squadre peggio piazzate nel campionato precedente possono schierare una terza vettura nelle prove del venerdì precedente il Gran Premio, ampliando ancora di più il ruolo del collaudatore ormai ufficialmente "terzo pilota".